# NGC 5624
NGC 5624 é uma galáxia espiral (S?) localizada na direcção da constelação de Boötes. Possui uma declinação de +51° 35' 05" e uma ascensão recta de 14 horas, 26 minutos e 35,4 segundos.
A galáxia NGC 5624 foi descoberta em 9 de Maio de 1887 por Lewis A. Swift.